# Bošovice (Čížová)
Bošovice (německy Boschowitz) jsou vesnice, část obce Čížová v okrese Písek v Jihočeském kraji. Nachází se asi 1,5 kilometru jihozápadně od Čížové. Bošovice leží v katastrálním území Bošovice u Čížové o rozloze 5,55 km².

## Historie
První písemná zmínka o Bošovicích pochází z roku 1323. V 15. století se ve vsi nacházel dvůr, který byl součástí manské soustavy hradu Zvíkova. V 16. století zde byl vladycký statek Buzických z Buzic. Jeho součástí byla tvrz připomínaná v letech 1659 a 1689 jako součást panství Čížová. Část vsi společně s Drhovlí připadla v 16. století k Řepicím. Roku 1686–1691 byly Bošovice samostatným statkem. Po roce 1715 byly připojeny k nedaleké Drhovli. Východním směrem k Čížové býval Dolejší (Dolský) vrchnostenský ovčín.

## Obyvatelstvo
| Rok            | 1869 | 1880 | 1890 | 1900 | 1910 | 1921 | 1930 | 1950 | 1961 | 1970 | 1980 | 1991 | 2001 | 2011 | 2021 |
| -------------- | ---- | ---- | ---- | ---- | ---- | ---- | ---- | ---- | ---- | ---- | ---- | ---- | ---- | ---- | ---- |
| Počet obyvatel | 254  | 228  | 228  | 231  | 223  | 245  | 244  | 199  | 195  | 163  | 129  | 97   | 85   | 82   | 107  |
| Počet domů     | 37   | 37   | 36   | 39   | 37   | 38   | 46   | 46   | 46   | 45   | 41   | 40   | 55   | 58   | 62   |

## Obecní správa
Při sčítání lidu v letech 1850–1959 Bošovice byly samostatnou obcí v okrese Písek. Od roku 1960 jsou částí obce Čížová v okrese Písek.

## Pamětihodnosti
- Výklenková kaple zasvěcená svaté Anně u komunikace do Čížové.[9]
- Neorenesanční návesní kaple je zasvěcena svatému Václavovi.[10]
- Na kapli je umístěna kamenná pamětní deska na počest padlým spoluobčanům v první světové válce. Na desce je uvedeno šest jmen a nápis „VĚNOVÁNO PADLÝM VOJÍNŮM VE SVĚTOVÉ VÁLCE R. 1914 – 18. SPĚTE SLADCE V DÁLNÉ CIZINĚ!“
- U bývalé cesty z Bošovic ke kostelu svatého Jakuba v sousední Čížové se nalézá drobný kovový kříž na kamenném podstavci – Čurdův kříž. Vročení kříže 1880. Nápis na kříži: Né pro mne ale z lásky k bohu umírám.[11]
- Další kovový kříž na kamenném podstavci se nachází u staré cesty na Novou Hospodu vlevo nad vesnicí.[11]
- V Bošovickém hájku se nalézá kovový kříž. Zde byla 3. října 1970 nalezena Růžena Lopatová, která byla pohřešovaná od 3. června téhož roku. Její smrt nebyla nikdy objasněna.[11]
- Na okraji lesa nad místním rybníkem je vztyčený křížový kámen. Kříž je projevem díků za záchranu života otce Josefa Bílka z Bošovic. Byl po srážce s motorkou ve vážném stavu. Ale díky penicilínové léčbě se uzdravil a jeho rodina nechala postavit tento pomník.[11]
- U výjezdu do nedalekých Chlaponic se u polní cesty po pravé straně nachází kamenný kříž s kovovým korpusem Kristova těla.[11]

## Spolky
Ve vesnici funguje jednotka sboru dobrovolných hasičů.

## Galerie

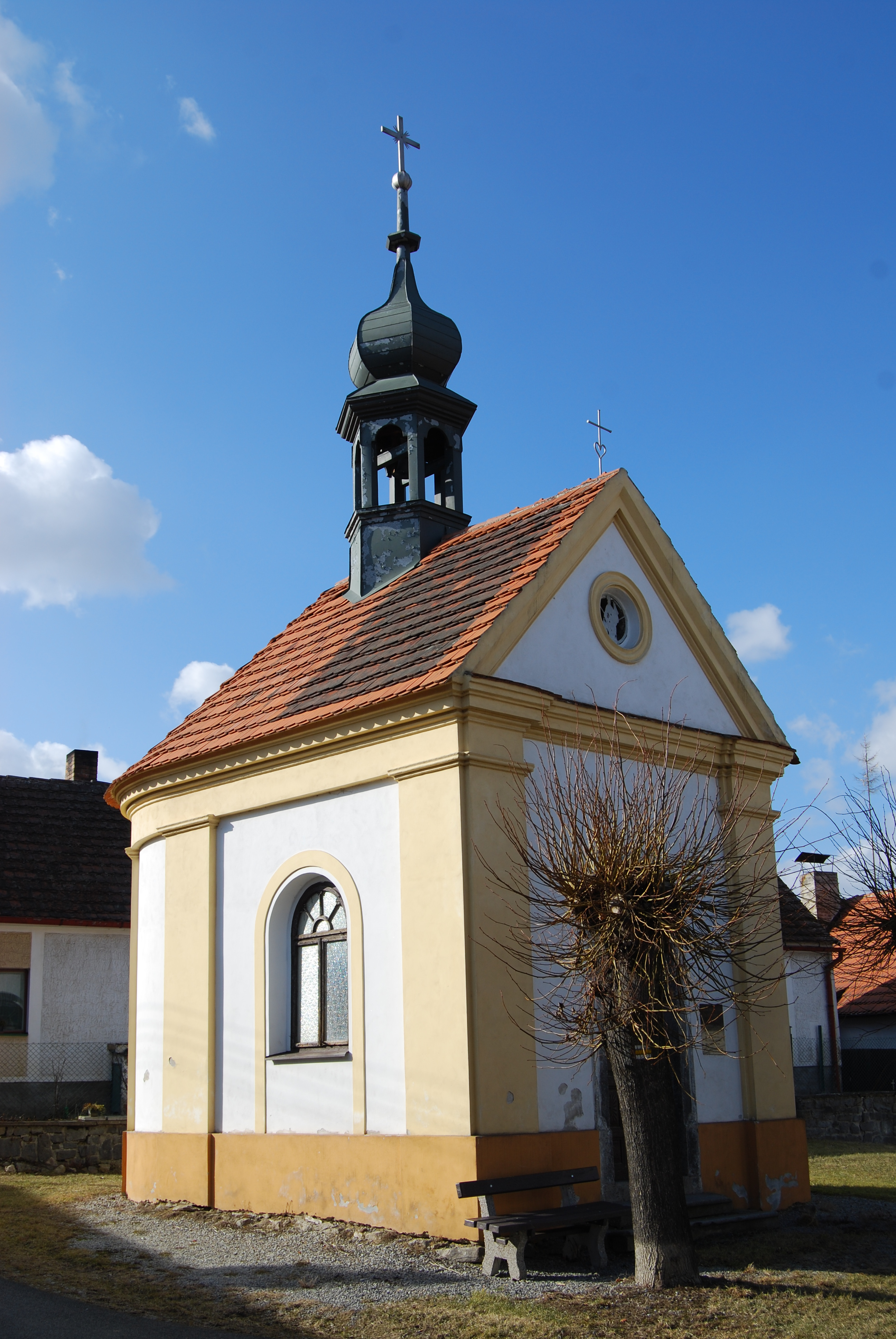
Návesní kaple
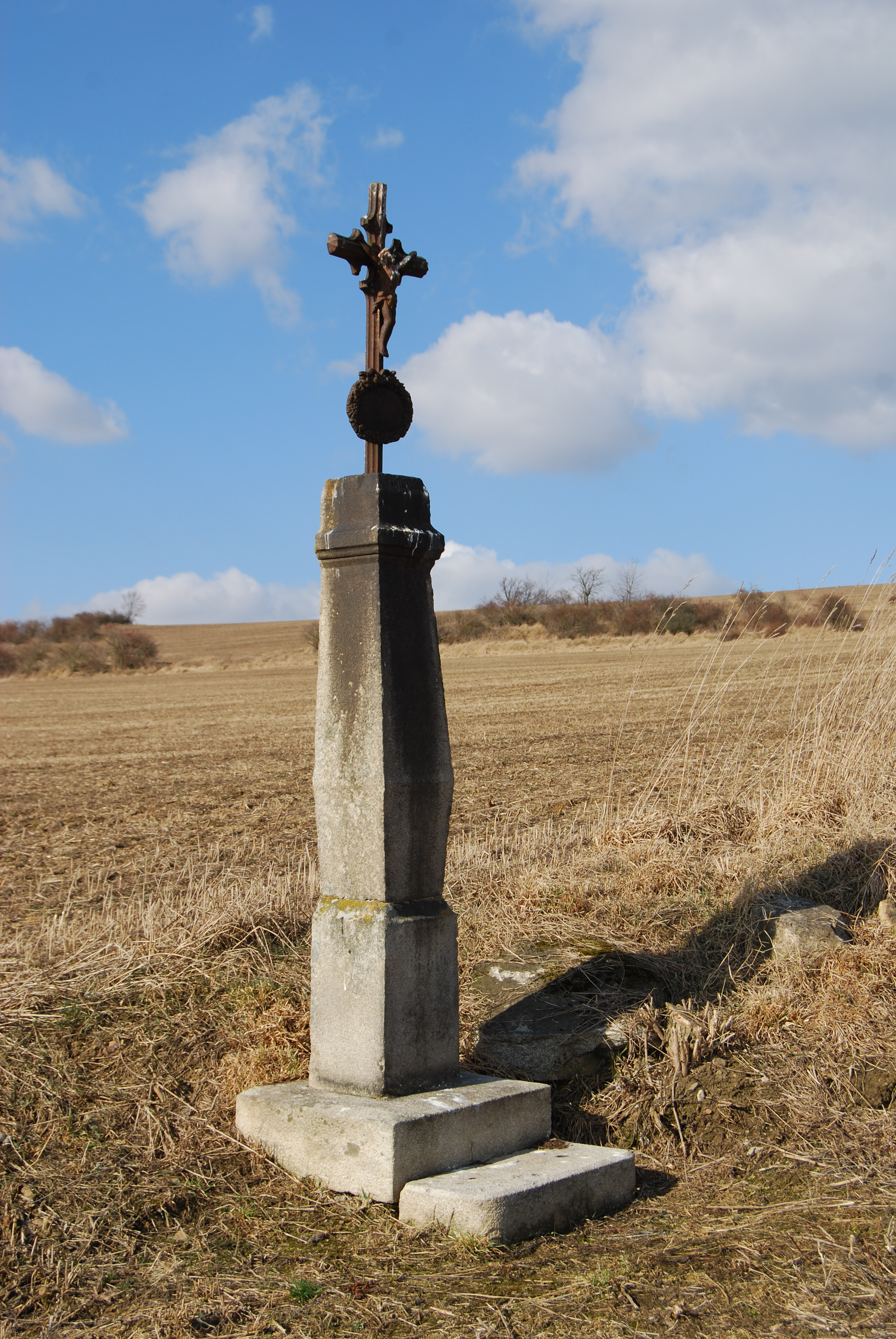
Křížek u bývalé cesty z Bošovic do Čížové
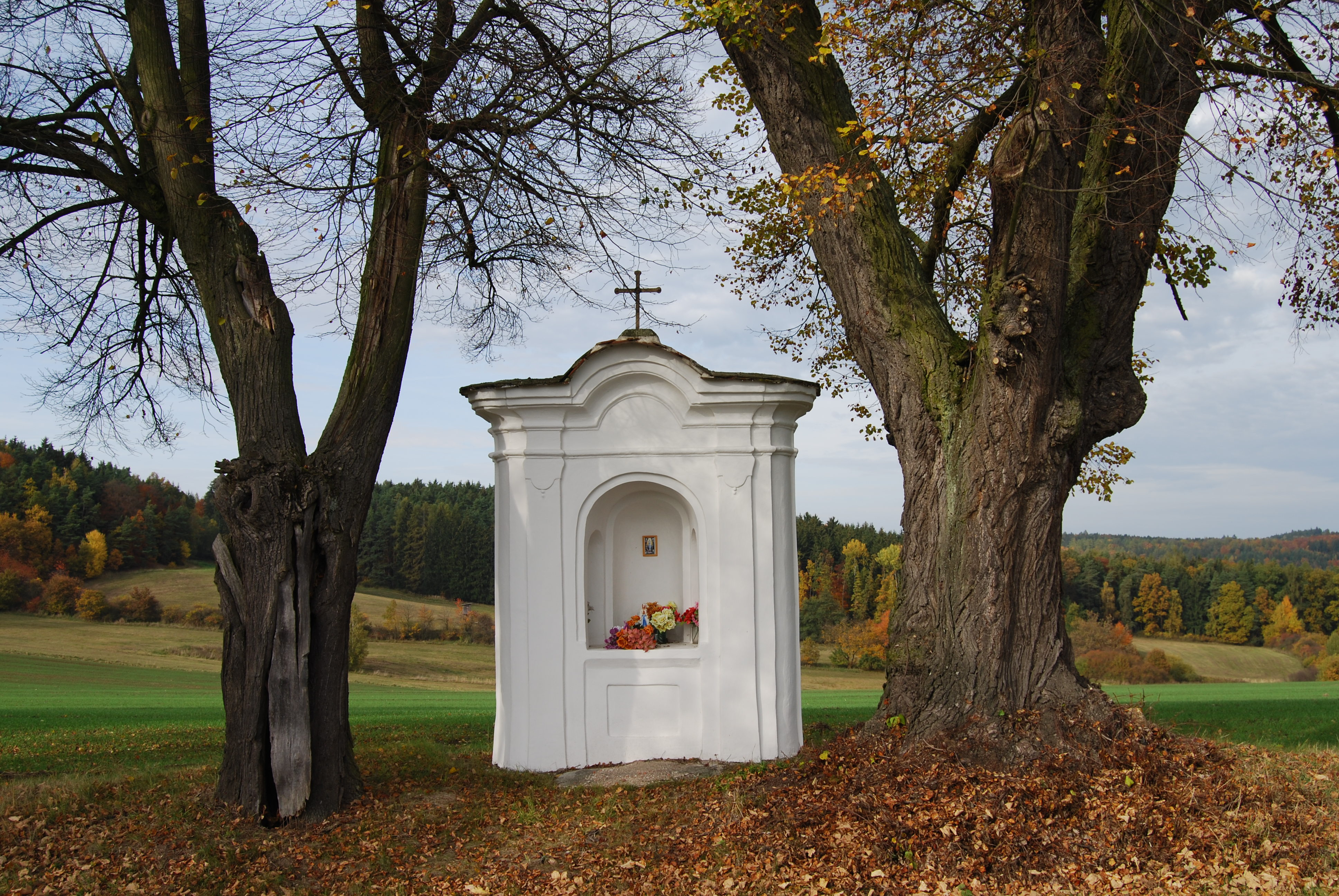
Výklenková kaple svaté Anny
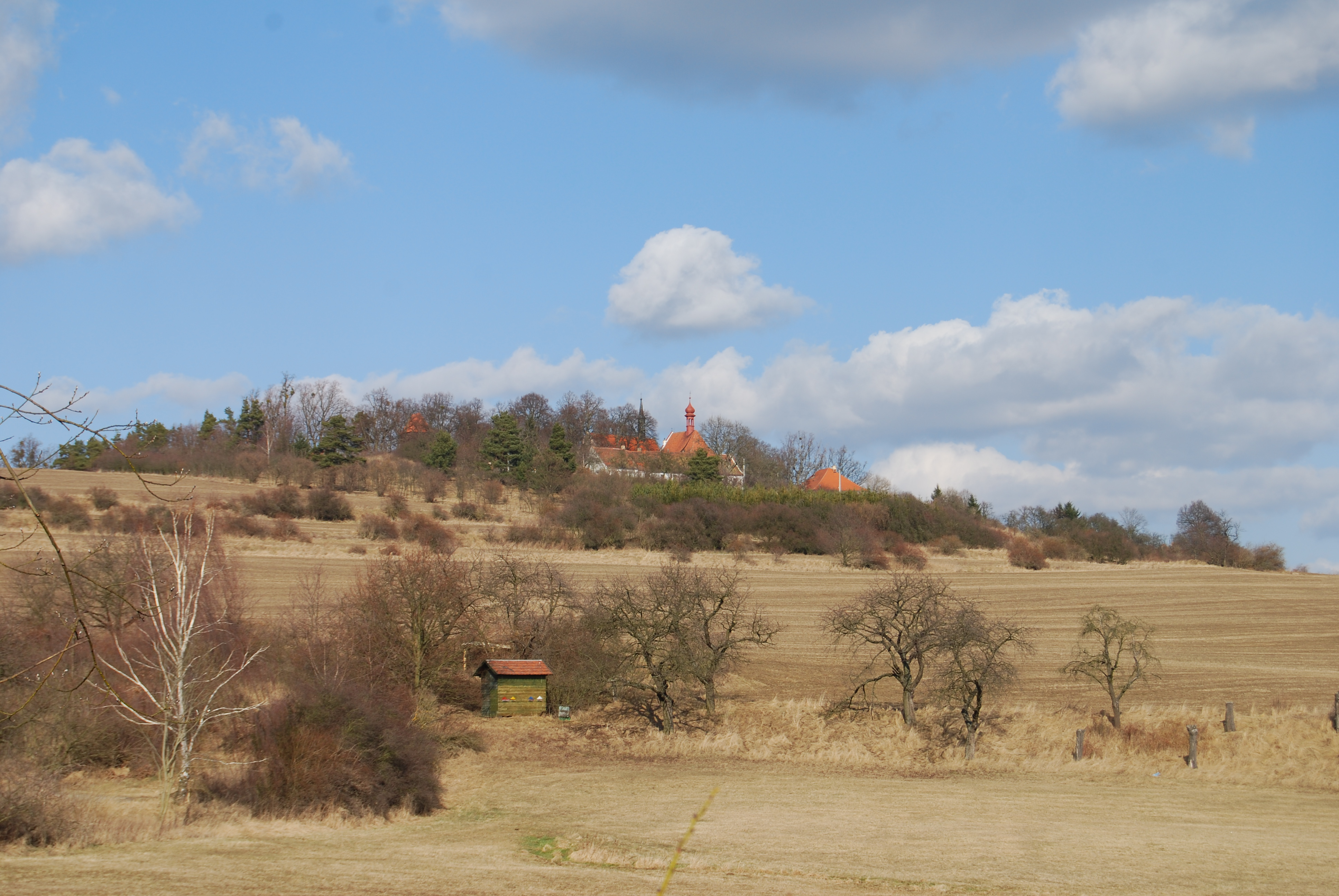
Pohled na okolí vesnice
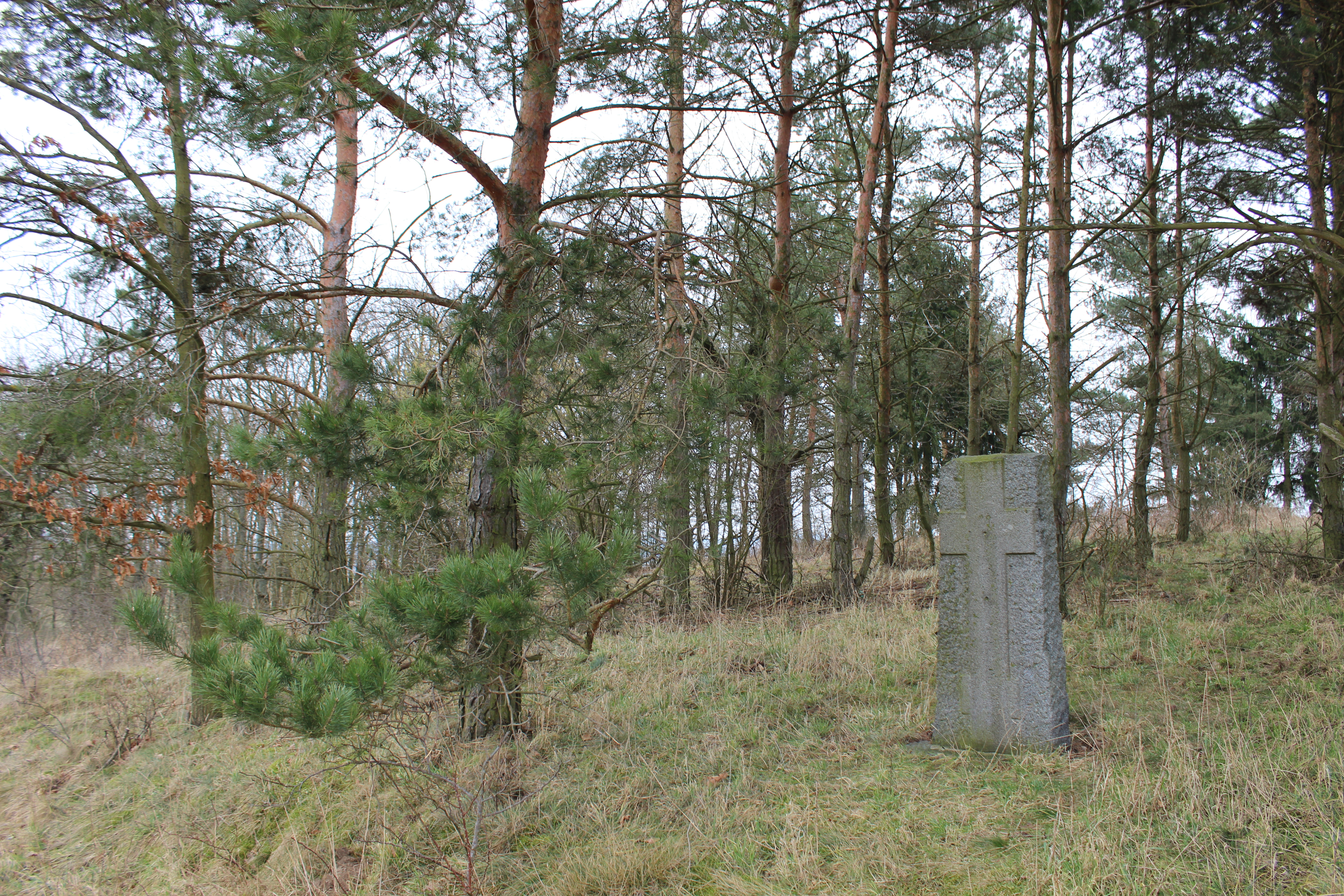
Křížový kámen